# Руген
Руген (швед. Rogen, норв. Rogen) — озеро на границе Швеции и Норвегии. Бо́льшая часть расположена в шведском лене Емтланд, меньшая — в норвежских фюльке Иннландет и Трёнделаг. Площадь озера составляет 35,12 км².
Территория вокруг озера представляет собой характерный моренный ландшафт.
Принадлежащая Норвегии часть озера лежит в национальном парке Фемуннсмарка, шведская же расположена в Ругенском заповеднике.